# خنافس مفترسة
الخنافس المفترسة أو أيديفاجا (الاسم العلمي: Adephaga) هي رتيبة من الحشرات تتبع رتبة الغمدية الأجنحة من طبقة داخليات الأجنحة.
وهي ثاني أكبر رتيبة دون رتبة الخنفساء من حيث الانتشار وتعد أكثر من 40000 نوع مسجل وهي تحوي العدد الأكبر من الخنافس المتخصصة ابرز أنواعها الخنافس الأرضية والخنافس النمرية والخنافس الغطاسة الخنافس الدوارة. وهي تحتوى على الخنافس الأكثر بدائية. وأهم مايميز حشرات هذه الرتيبة قرون استشعارها الخيطية والرسغ خماسي التعقل. كما أن التجويف الموجود بين الحرقفتين الخلفيتين كبير لدرجة انه يمتد للخلف ويقسم الصفيحة البطنية لعقلة البطن الأولى إلى قسمين. واليرقات والحشرات اليافعة مفترسة في هذه الرتيبة.